# Petrovskij Park
Petrovskij Park (in russo Петровский парк?) è una stazione della Metropolitana di Mosca situata sulla Linea Bol'šaja kol'cevaja, è stata inaugurata il 26 febbraio 2018.